# David Kopp
David Kopp (Bonn, 5 gennaio 1979) è un ex ciclista su strada tedesco, professionista dal 2002 al 2011.
Nella stagione 2009 venne sospeso per un anno (fino al 31 dicembre) dalla Federciclismo fiamminga per una positività alla cocaina riscontrata nel settembre 2008. Dopo l'appello presentato dall'Agenzia mondiale antidoping, nell'aprile 2011 la squalifica venne prolungata fino al 10 settembre 2010.

## Palmarès
- 1997 (Juniores)

Campionati tedeschi, Prova in linea Juniores
- 2000 (Deutsche Telekom, una vittoria)

4ª tappa Vysočina
- 2001 (Deutsche Telekom, sette vittorie)

Rund um den Henninger-Turm Under-23
2ª tappa Internationale Thüringen Rundfahrt (Nordhausen > Ilmenau)
7ª tappa Internationale Thüringen Rundfahrt (Oberhof > Weißensee)
3ª tappa FBD Insurance Rás (Nenagh > Castleisland)
8ª tappa FBD Insurance Rás (Dublino > Dublino)
3ª tappa Circuito Montañés (Potes > El Astillero)
1ª tappa Le Transalsace International (Cernay > Truchtersheim)
- 2004 (Team Lamonta, quattro vittorie)

2ª tappa Giro del Capo (Stellenbosch >Stellenbosch)
Rund um Düren
Sparkassen Giro Bochum
Grote Prijs Stad Zottegem
- 2005 (Team Wiesenhof, tre vittorie)

1ª tappa Giro del Capo (Durbanville > Durbanville)
Giro di Colonia
3ª tappa Bayern Rundfahrt (Dillingen > Erlangen)
- 2006 (Gerolsteiner, due vittorie)

Trofeo Calvia
2ª tappa Eneco Tour (Bornem > Sint-Truiden)
- 2007 (Gerolsteiner, una vittoria)

3ª tappa Tour de Pologne (Ostróda > Danzica)

#### Altri successi
- 2000 (Telekom)

Harzrundfahrt
- 2001 (Telekom)

Criterium di Einhausen
Classifica a punti FBD Insurance Rás
- 2002 (Telekom)

Criterium di Merzig
- 2004 (Lamonta)

Classifica a punti Giro del Capo
Köln-Schuld-Frechen
Runde von Uedem
Criterium di Saulheim
Criterium di Rheinbach
Criterium di Gladbeck
- 2005 (Team Wiesenhof)

Classifica scalatori Tour de Luxembourg
Criterium di Sinzig
- 2007 (Gerolsteiner)

Rheda-Wiedenbrück (Derny)
- 2010 (Team Kuota)

Köln-Schuld-Frechen
- 2011 (Team Eddy Merckx-Indeland)

Rund um Rhede

## Piazzamenti

### Grandi Giri
- Tour de France

2006: ritirato (16ª tappa)

### Classiche monumento
- Milano-Sanremo

2006: 12º
2007: ritirato
- Giro delle Fiandre

2005: ritirato
2006: 16º
2007: 73º
2008: 41º
- Parigi-Roubaix

2003: ritirato
2006: 68°
2007: 12º
- Liegi-Bastogne-Liegi

2008: 129º

### Competizioni mondiali
- Campionati del mondo

Stoccarda 2007 - In linea Elite: ritirato